# العايقة والدريسة (فلم)
العايقة والدريسة هو فيلم دراما مصري من إخراج أحمد السبعاوي وبطولة ميرفت أمين، فاروق الفيشاوي، سعيد صالح، ليلى علوي، نجوى فؤاد وعبد المنعم مدبولي.

## نبذه
يحاول «مصطفى» التقرب من «نادية» رغم تعلق الطالبة «سماح» به، تدعي «سماح» أنه اعتدى عليها وتجرى محاولات للضغط على «مصطفى» لكى يتزوجها. تعجب «كريمة» التي تسيطر بنفوذها على مصالح الأهالي ب«مصطفى» وتعينه محاسبًا لأعمالها وتتودد إليه وتحاول التفريق بينه وبين «نادية». يكتشف «مصطفى» المخالفات التي ترتكبها «كريمة» ويسعى لإبلاغ الشرطة بهذه المخالفات.

## طاقم العمل
- ميرفت أمين بدور «نادية»
- فاروق الفيشاوي بدور «مصطفى أحمد عصفور»
- سعيد صالح بدور «المعلم سقاري»
- ليلى علوي بدور «سماح إبراهيم علوش»
- نجوى فؤاد بدور «كريمة العايقة»
- عبد المنعم مدبولي بدور «إبراهيم علوش»

## وصلات خارجية
- مقالات تستعمل روابط فنية بلا صلة مع ويكي بيانات